# Pristimantis xestus
Espèce
Synonymes
- Eleutherodactylus xestus Lynch, 1995

Statut de conservation UICN

 VU  : Vulnérable
Pristimantis xestus est une espèce d'amphibiens de la famille des Craugastoridae.

## Répartition
Cette espèce est endémique du Cerro Tatamá en Colombie,. Elle se rencontre à la frontière entre les départements de Risaralda et de Chocó à environ 4 050 m d'altitude dans la cordillère Occidentale.

## Publication originale
- Lynch, 1995 : Three new species of Eleutherodactylus (Amphibia: Leptodactylidae) from paramos of the Cordillera Occidental of Colombia. Journal of Herpetology, vol. 29, no 4, p. 513-521.